# Domingo Lombardi
Domingo Lombardi (Santa Lucia, 1898. március 22. – 1971. augusztus 19.) uruguayi nemzetközi labdarúgó-játékvezető.

## Pályafutása

### Nemzeti játékvezetés
1924-ben lett az I. Liga játékvezetője. A nemzeti játékvezetéstől 1930-ban vonult vissza.

### Nemzetközi játékvezetés
A Uruguayi labdarúgó-szövetség Játékvezető Bizottsága (JB) terjesztette fel nemzetközi játékvezetőnek, a Nemzetközi Labdarúgó-szövetség (FIFA) 1927-től tartotta nyilván bírói keretében. A FIFA JB központi nyelvei közül a spanyolt beszélte. Több válogatott és nemzetközi klubmérkőzést vezetett, vagy működő társának partbíróként segített. Az aktív nemzetközi játékvezetéstől 1930-ban búcsúzott.

#### Labdarúgó-világbajnokság
A világbajnoki döntőhöz vezető úton Uruguayban rendezték az I., az 1930-as labdarúgó-világbajnokságot, ahol a FIFA JB bíróként alkalmazta. A világbajnokságon a történelmi nyitó mérkőzéseket egy időben rendezték. A FIFA JB korabeli elvárásának megfelelően, ha nem vezetett mérkőzést, akkor valamelyik működő játékvezetőnek volt a partjelzője. Három csoporttalálkozón volt partbíró. Világbajnokságokon vezetett mérkőzéseinek száma: 1 + 3 (partjelzés).

##### 1930-as labdarúgó-világbajnokság

###### Világbajnoki mérkőzés
| Időpont          | Helyszín                    | Mérkőzés típusa            | Mérkőzés             | Eredmény | Nézők száma |
| ---------------- | --------------------------- | -------------------------- | -------------------- | -------- | ----------- |
| 1930. július 13. | Estadio Pocitos, Montevideo | nyitómérkőzés (1. csoport) | Franciaország–Mexikó | 4 – 1    | 4444        |

#### Olimpiai játékok
Az  1928. évi nyári olimpiai játékok labdarúgó tornáján a FIFA JB bíróként alkalmazta.

##### 1928. évi nyári olimpiai játékok
| Időpont         | Helyszín                     | Mérkőzés típusa   | Mérkőzés                  | Eredmény | Nézők száma |
| --------------- | ---------------------------- | ----------------- | ------------------------- | -------- | ----------- |
| 1928. június 1. | Olimpiai Stadion, Amszterdam | egyik negyeddöntő | Olaszország–Spanyolország | 1 – 1    | 3388        |